# داگ مارشال
داگ مارشال (انگلیسی: Doug Marshall؛ زادهٔ ۳ فوریهٔ ۱۹۷۷) ورزشکار هنرهای رزمی ترکیبی اهل ایالات متحده آمریکا است.